# Ralph Craig
Ralph Craig, född 21 juni 1889 i Detroit i Michigan, död 24 juli 1972 i Lake George i New York, var en amerikansk friidrottare.
Craig blev olympisk mästare på 100 meter och 200 meter vid sommarspelen 1912 i Stockholm.